# Clay megye (Tennessee)
Clay megye az Amerikai Egyesült Államokban, azon belül Tennessee államban található. Megyeszékhelye és legnagyobb városa Celina. Lakosainak száma 7581 fő (2020. április 1.). Clay megye Monroe, Jackson, Macon, Overton, Pickett, Clinton és Cumberland megyékkel határos.

## Népesség
A megye népességének változása:
| Lakosok száma | 7847 | 7815 | 7813 | 7774 | 7771 | 7581 |
|               | 2010 | 2011 | 2012 | 2013 | 2015 | 2020 |